# Oecobius maculatus
Oecobius maculatus is een spin uit de familie der spiraalspinnen (Oecobiidae) die in het Mediterrane gebied tot Azerbeidzjan voorkomt.
Het mannetje is donkerbruin met twee witte vlekken aan de voorkant van achterlijf en een witte vlek aan het eind daarvan. De poten zijn oranje met donkerbruin gebandeerd. Het vrouwtje heeft een donkerbruin kopborststuk en een wit achterlijf met een donkerbruine vlek in de vorm van een dennenboom. De poten zijn oranjebruin gekleurd.